# Александр Сільвіо
Александр Сільвіо, повне ім'я Александр-Сільвіо Джобін (1872 —1935) — популярний канадський лектор кіноматографу.
Він розпочав свою кар'єру як комік і актор водевілів. У 1907 році він почав працювати як лектор фільму.
В епоху німого кіно, лектори коментували аудиторії, що відбувається на екрані, іноді вони також читали текстові дошки (що було важливо, оскільки значна частина біднішої аудиторії була неграмотною) і відігравала роль персонажів фільму, наголосила на них і наслідувала різні звукові ефекти.
Деякі з лекторів стали дуже популярними. Сильвіо також отримав велику популярність завдяки своїй здатності коментувати іноземні фільми французькою мовою. Згодом він працював у кількох кінотеатрах одночасно, і з часом він став директором кількох власних глядацьких залів.
Він працював до 1930-х років, коли йому довелося припинити свою кар'єру через проблеми зі здоров'ям. Помер у 1935 році.